# IC 4511
IC 4511 је ознака објекта на координатама са ректансцензијом 14h 52m 5,0s и деклинацијом - 40° 29" 42'. Открио га је Ројал Харвуд Фрост, 15. маја 1904. Каснијим посматрањима на том положају није уочен никакав астрономски објекат.